# Kathryn Bolkovac

Kathryn Bolkovac (Ohio, 1960. ili 1961.) bivša je američka policajka i zviždačica hrvatskoga podrijetla. U svjetskoj javnosti ostala je poznata razotkrivši podmitljivost policijske službe i mirovnih snaga Ujedinjenih naroda u Bosni i Hercegovini tijekom 1990-ih, to jest obzanivši kako su pripadnici tih organizacija bili upetljani u trgovinu ljudima i lanac prostitucije, čime je postala jedna od poznatijih zviždačica u povijesti.
Bolkovac je prije toga radila kao policajka u Nebraski i bila je usavršena za slučajeve spolnog zlostavljanja, prostitucije i iskorištavanja maloljetnika u pornografiji, a u Bosnu je došla kao predstavnica DynCorpa, britanske tvrtke za proizvodnju vojne opreme i naoružanja sa sjedištem u Sjedinjenim Državama. Zahvaljujući njezinoj učinkovitosti pri rješavanju slučajeva spolnog zlostavljanja prozvali su je »Xenom – ženom ratnicom«, ponajviše jer je 95 % počinitelja kaznenih djela odgovaralo nadležnim pravnim institucijama i dobilo kaznu za svoj zločin.

## Životopis
Rođena je u radničkoj obitelji u mjestu Lincoln u Nebraski, gdje je završila osnovnu i srednju školu. Prije odlaska u Bosnu radila je kao policajka u rodnom mjestu. Nakon dobivanja parnice protiv tvrtke DynCorp i službene potvrde njezina radase preselila se u Amsterdam, gdje je nastavila raditi za udrugu Human Rights Watch i surađivati s nizozemskom policijom pri slučajevima prostitucije i spolnog iskorištavanja mladih djevojaka. Također, dobila je posao u predstavništvu UN-a u Nizozemskoj kao savjetnica na području trgovine ljudima i međunarodnog organiziranog kriminala.

## Bosna
U Bosnu je 1999. godine došla s ciljem osposobljavanja i obučavanja novih policajaca, kako je stajalo u ugovoru s tvrtkom DynCorp vrijednosti 15 milijuna američkih dolara. Samo nekoliko dana nakon dolaska, u razgovoru s kolegom iz Mississippija saznala kako se njezini suradnicima koriste uslugama prostitucije i primanja novaca u zamjenu za zataškavanje djelatnosti organiziranog kriminala i trgovine ljudima. U tim mjesecima, za vrijeme kojih je prikupljala dokaze i pripremala dokumentaciju za informiranje medija o kriminalu unutar samoga UN-a, u Bosni je pronađeno više stotina tijela mrtvih prostituki, uglavnom domaćih djevojaka te Moldavki i Ukrajinki prokrijumčarenih iz bivšeg Sovjetskog Saveza.
Nakon što je kao zviždačica obavijestila svjetske medije o organiziranom kriminalu u redovima UN-ove mirovne misije, istoga dana dobila je otkaz. Sljedećih je dana UN podigao tužbu protiv DynCorpa, u kojoj je 2002. godine presuđeno u korist Bolkovac. Bolkovac je za svoga istraživanja otkrila 2000 policajaca iz 45 država upletenih u lanac prostitucije i trgovine ljudima, uglavnom iz redova Ujedinjenih naroda. No, što je više istraživala i objavljivala rezultate svoga rada, više je podlijegala pritisku i u samome UN-u, a više puta je i dobila prijetnje smrću od svojih nekada bliskih kolega iz mirovnih misija UN-a.

## Mediji
Slučaj Bolkovac poslužio je kao podloga za igrani film Zvižđačica iz 2010. godine, u kojem njezinu ulogu tumači glumica Rachel Weisz. U vrijeme prikazivanja filma, tadašnji glavni tajnik UN-a Ban Ki-mun održao je višednevnu javnu raspravu o spolnom zlostavljanju i sprječavanju podmitljivosti i upletenosti UN-ovih djelatnika u organizirani kriminal. Na zaključnom zasjedanju prilikom rasprave ustanovljeno je kako je razotkrivanje svih posljedica Rata u Bosni i Hercegovini dovelo do ostvarivanja kvalitetnijeg pristupa poslijeratnim područjima tijekom mirovnih misija. Također, rečeno je i kako je zahvaljujući radu Kathryn Bolkovac UN uveo strože kontrole i povisio kriterije prilikom zapošljavanja te pomogao u prevenciji posljedica spolnog zlostavljanja.
S Carlom Lynnom napisala je knjigu The Whistleblower: Sex Trafficking, Military Contractors and One Woman's Fight for Justice, u kojoj govori o povezanosti vojne industrije s trgovinom ljudima i prostitucijom u ratom zahvaćenim područjima. Knjiga je izdana 2011. godine te je bila vrlo dobro prihvaćena u javnosti. Zahvaljujući svome radu u Bosni i kasnije u Iraku i Afganistanu te borbi za ljudska prava, 2015. godine bila je kandidatkinja za Nobelovu nagradu za mir.

## Vanjske poveznice
- Životopis na portalu „Moralni junaci” (Moral Heroes) (engl.)